# Leontodon crispus
Il dente di leone crespo (nome scientifico  Leontodon crispus  Vill., 1779) è una specie di pianta angiosperma dicotiledone della famiglia delle Asteraceae.

## Etimologia
Il nome del genere (Leontodon) deriva da due parole greche "leon" ( = leone), e "odous" ( = "dente") e si riferisce ai margini dentati delle foglie. L'epiteto specifico (crispus ) deriva dal latino e significa "arricciato o ondulato" in riferimento alle foglie.
Il nome scientifico della specie è stato definito dal botanico Domínique Villars (1745-1814) nella pubblicazione " Prospectus de l'Histoire des Plantes de Dauphiné" ( Prosp. Hist. Pl. Dauphiné 34) del 1779.

## Descrizione

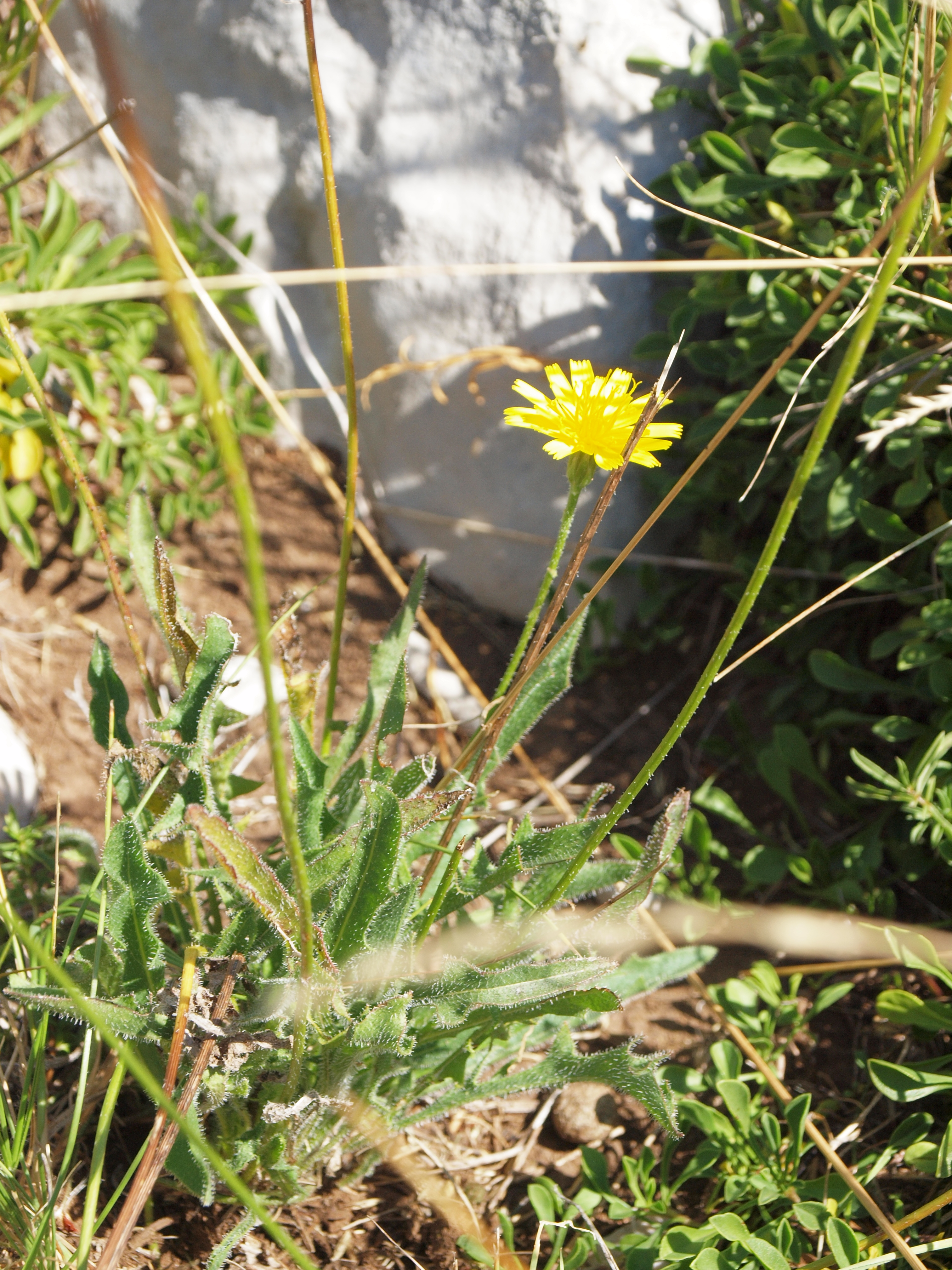
Il portamento

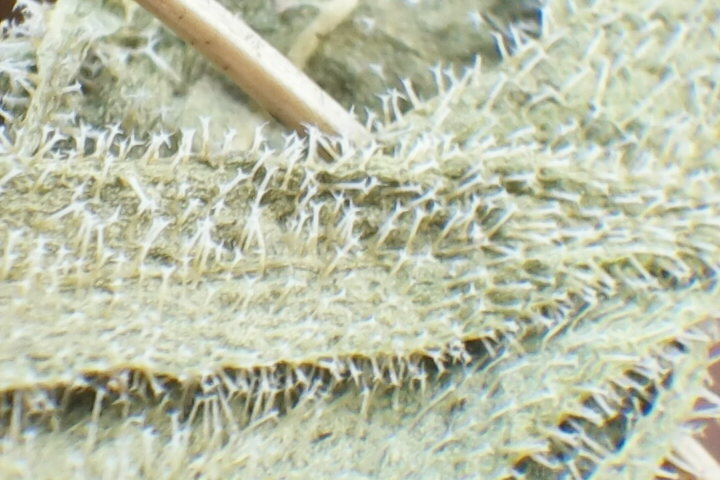
Le foglie

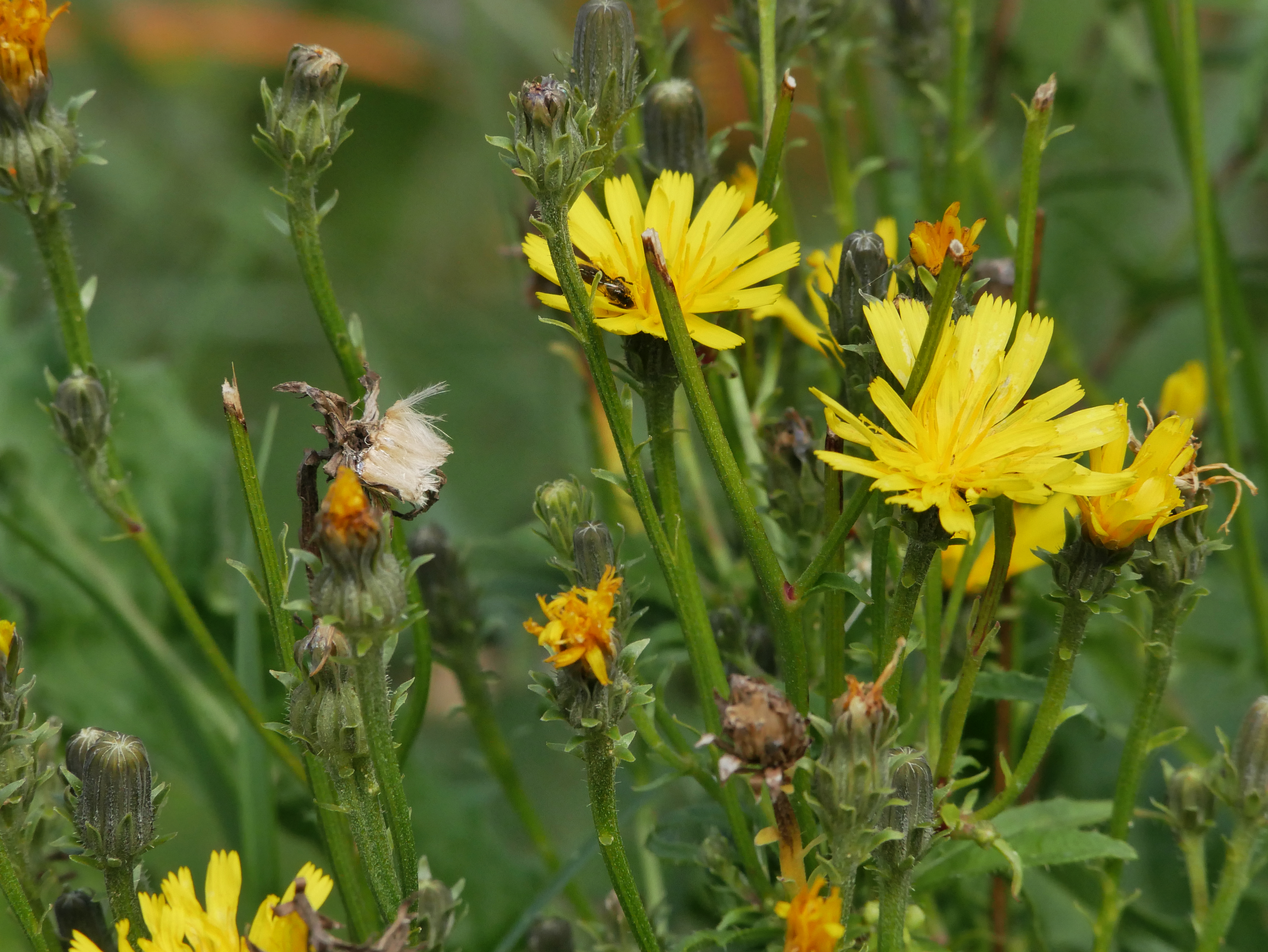
Infiorescenza

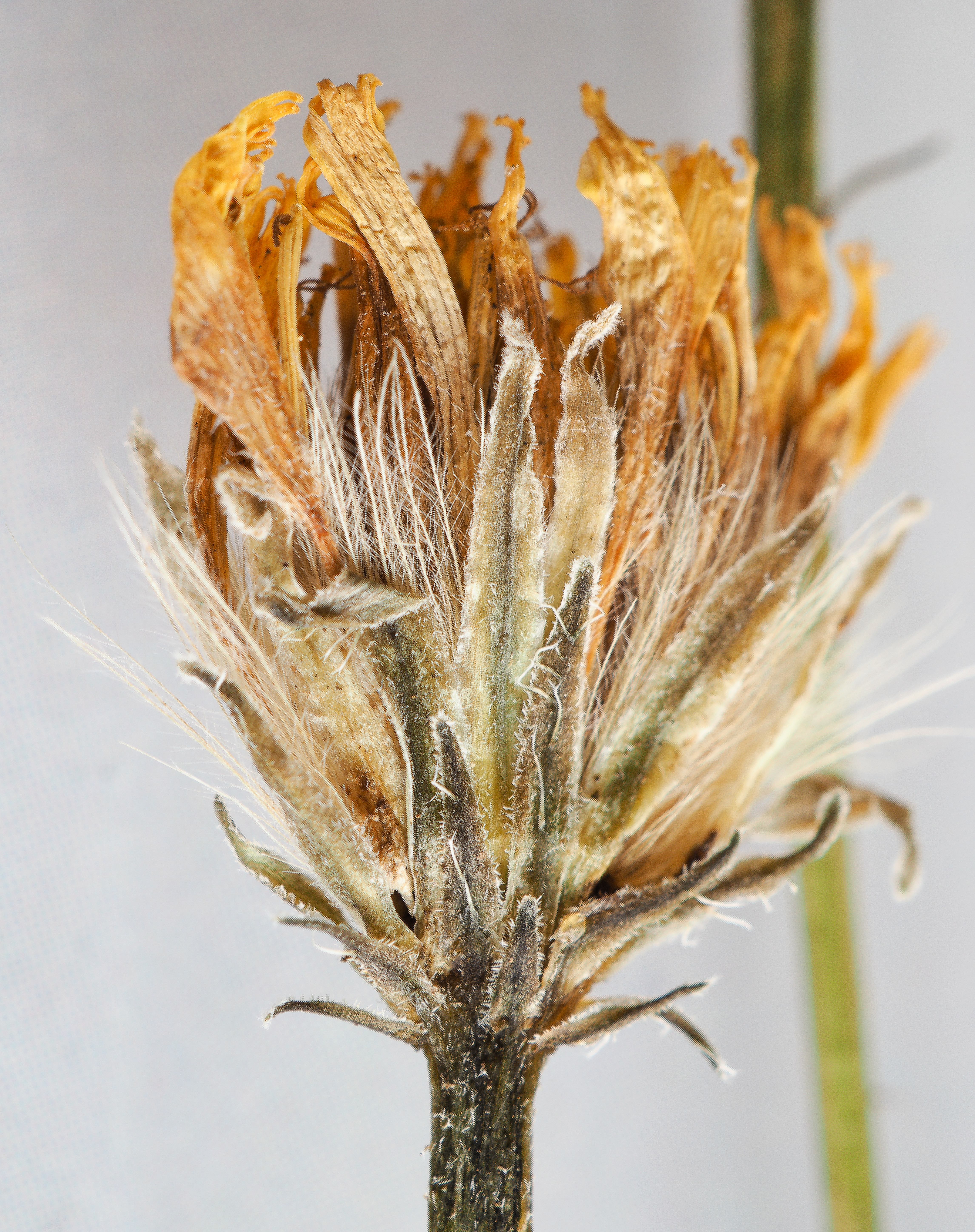
I fiori

Habitus. La forma biologica è emicriptofita rosulata (H ros), ossia in generale sono piante erbacee, a ciclo biologico perenne, con gemme svernanti al livello del suolo e protette dalla lettiera o dalla neve e hanno le foglie disposte a formare una rosetta basale.. Alcune parti della pianta sono provviste di latice. La maggior parte di queste piante sono ricoperte da peli stellati.
Radici. Le radici sono secondarie da rizoma. I rizomi sono in genere sono verticali.
Fusto. la parte aerea del fusto è uno scapo sottile, diritto e rigido; inoltre è nudo (afillo) con infiorescenze terminali. L'altezza della pianta varia da 20 a 40 cm.
Foglie. Le foglie sono basali, erette e non appressate al suolo. La lamina delle foglie è di tipo pennatopartita con segmenti più o meno crespo-ondulati. Alla base le foglie sono ristrette in un lungo picciolo. La superficie ruvida è ricoperta da peli irsuti e rigidi lunghi 0,5 – 1 mm con 3 raggi apicali lunghi 0,2 - 0,4 mm.
Infiorescenza.  Le infiorescenze sono composte da sottili capolini peduncolati (i capolini prima dell'antesi sono penduli). I peduncoli possono essere ingrossati appena sotto l'infiorescenza. I capolini sono formati da un involucro a forma cilindrica o campanulata composto da brattee (o squame) disposte in modo embricato su più serie (usualmente 2) all'interno delle quali un ricettacolo fa da base ai fiori tutti ligulati. Le brattee dell'involucro possono essere ricoperte da peli forcati brevi e sono ispide soprattutto sui bordi; la forma delle squame è lineare (talvolta quelle esterne sono lanceolate). Il ricettacolo è nudo, ossia privo di pagliette a protezione della base dei fiori. Diametro del capolino: 20 – 35 mm.
Fiori. I fiori sono ermafroditi, zigomorfi, tetra-ciclici (calice – corolla – androceo – gineceo) e pentameri (a 5 elementi). Nelle specie di questo genere i fiori sono solamente quelli ligulati; i fiori tubulosi non sono presenti. Talvolta i fiori più periferici sono unisessuali e con canali laticiferi.
- Formula fiorale:

*/x K {\displaystyle \infty }, [C (5), A (5)], G 2 (infero), achenio
- Calice: i sepali sono ridotti ad una coroncina di squame.
- Corolla: i petali alla base sono saldati a tubo e terminano con una ligula a 5 denti (è la parte finale dei cinque petali saldati fra di loro). Il colore dei fiori normalmente è giallo; quello dei fiori più esterni può essere arrossato sul lato inferiore. Lunghezza della ligula: 12 – 15 mm.
- Androceo: gli stami sono 5 con filamenti liberi e distinti, mentre le antere sono saldate in un manicotto (o tubo) circondante lo stilo.[15] Le antere alla base sono acute. Il polline è tricolporato.[16]
- Gineceo: lo stilo è filiforme. Gli stigmi dello stilo sono due divergenti e ricurvi con la superficie stigmatica posizionata internamente (vicino alla base).[17] L'ovario è infero uniloculare formato da 2 carpelli.
- Antesi: da aprile a giugno.

Frutti. I frutti sono degli acheni con pappo piumoso. La forma dell'achenio è un po' ristretta all'apice (sono presenti delle dentellature); ha inoltre delle coste oscure (da 10 a 14) percorse da deboli rugosità trasversali nella parte inferiore. Il pappo, colorato da bianco-sporco a brunastro, è formato da diverse setole pennate lunghe quanto l'achenio.

## Biologia
- Impollinazione: l'impollinazione avviene tramite insetti (impollinazione entomogama tramite farfalle diurne e notturne).
- Riproduzione: la fecondazione avviene fondamentalmente tramite l'impollinazione dei fiori (vedi sopra).
- Dispersione: i semi (gli acheni) cadendo a terra sono successivamente dispersi soprattutto da insetti tipo formiche (disseminazione mirmecoria). In questo tipo di piante avviene anche un altro tipo di dispersione: zoocoria. Infatti gli uncini delle brattee dell'involucro si agganciano ai peli degli animali di passaggio disperdendo così anche su lunghe distanze i semi della pianta.

## Distribuzione e habitat

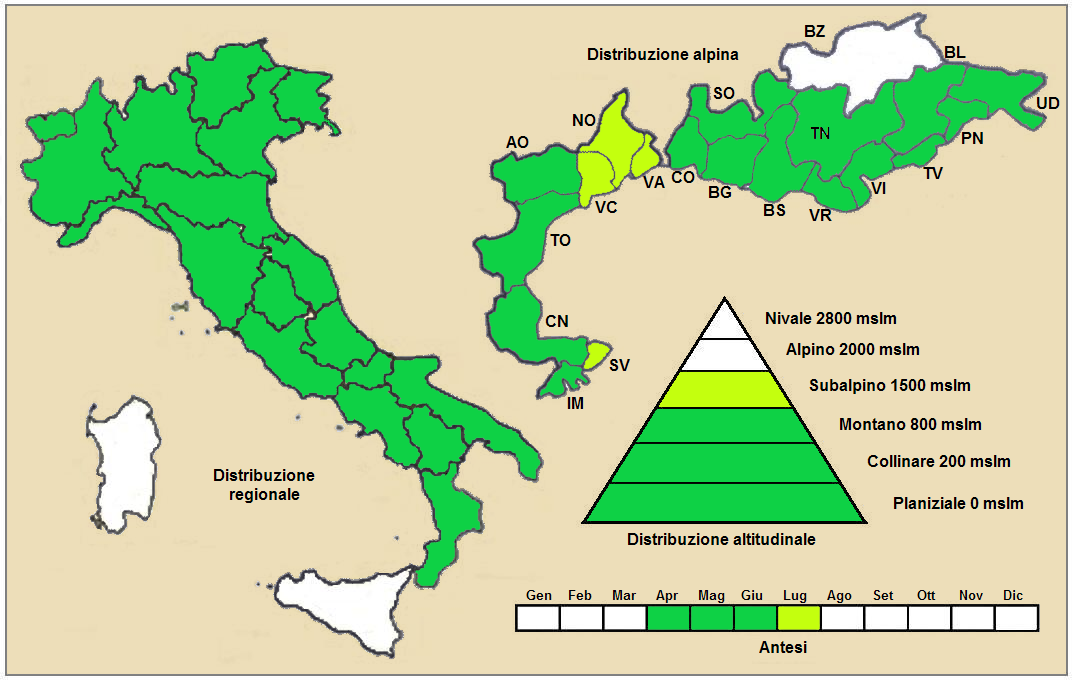
Distribuzione della pianta (Distribuzione regionale – Distribuzione alpina)

- Geoelemento: il tipo corologico (area di origine) è Sud Europeo.
- Distribuzione: in Italia questa specie si trova comunemente su tutta la parte continentale. Fuori dall'Italia, sempre nelle Alpi, questa specie si trova in Francia e Svizzera. Sugli altri rilievi collegati alle Alpi è presente nel Massiccio del Giura, Massiccio Centrale, Pirenei, Monti Balcani e Carpazi.[19] Nel resto dell'Europa e dell'areale del Mediterraneo si trova nell'Europa mediterranea (dalla Spagna alla Grecia).
- Habitat: l'habitat preferito per queste piante sono i pascoli e i prati aridi, le garighe e gli incolti. Il substrato preferito è calcareo con pH basico, bassi valori nutrizionali del terreno che deve essere arido.
- Distribuzione altitudinale: sui rilievi alpini, in Italia, queste piante si possono trovare fino a 1.200 m s.l.m. (raramente fino a 1.900 m s.l.m.); nelle Alpi frequentano quindi i seguenti piani vegetazionali: collinare, montano e in parte quello subalpino (oltre a quello planiziale).

### Fitosociologia

#### Areale alpino
Dal punto di vista fitosociologico alpino Leontodon crispus appartiene alla seguente comunità vegetale:
Formazione: delle comunità a emicriptofite e camefite delle praterie rase magre secche
Classe: Festuco-Brometea
Ordine: Ononidetalia striatae

#### Areale italiano
Per l'areale completo italiano Leontodon crispus appartiene alla seguente comunità vegetale:
Macrotipologia: vegetazione delle praterie
Classe: Festuco valesiacae-Brometea erecti Br.-Bl. & Tüxen ex Br.-Bl., 1949
Ordine: Festucetalia valesiacae Br.-Bl. & Tüxen ex Br.-Bl., 1949
Alleanza: Diplachnion serotinae Br.-Bl., 1961
Descrizione. L'alleanza Diplachnion serotinae è relativa alle praterie calcicole e xerofile che si sviluppano nelle valli interne del versante meridionale delle Alpi. Questa cenosi, particolarmente ricca di specie sub-mediterranee, è distribuita in Italia ed in zone molto limitate della Svizzera.
Alcune specie presenti nella cenosi: Helianthemum oelandicum, Helianthemum apenninum, Leontodon crispus, Ononis pusilla, Carex hallerana, Astragalus monspessulanus, Fumana ericoides, Fumana procumbens, Trinia glauca, Artemisia alba, Galium lucidum, Argyrolobium zanonii, Crupina vulgaris, Thymus longicaulis, Kengia serotina, Cyanus triumfettii, Ophrys bertolonii, Orchis tridentata, Chrysopogon gryllus, Asperula purpurea, Allium carinatum, Carex mucronata, Dorycnium pentaphyllum, Petrorhagia saxifraga e Eryngium amethystinum.
Altre alleanze e associazioni per Leontodon crispus sono:
- Saturejion subspicatae
- Genistion lobelii

## Tassonomia
La famiglia di appartenenza di questa voce (Asteraceae o Compositae, nomen conservandum) probabilmente originaria del Sud America, è la più numerosa del mondo vegetale, comprende oltre 23.000 specie distribuite su 1.535 generi, oppure 22.750 specie e 1.530 generi secondo altre fonti (una delle checklist più aggiornata elenca fino a 1.679 generi). La famiglia attualmente (2021) è divisa in 16 sottofamiglie.

### Filogenesi
Il genere di questa voce appartiene alla sottotribù Hypochaeridinae della tribù Cichorieae (unica tribù della sottofamiglia Cichorioideae). In base ai dati filogenetici la sottofamiglia Cichorioideae è il terz'ultimo gruppo che si è separato dal nucleo delle Asteraceae (gli ultimi due sono Corymbioideae e Asteroideae). La sottotribù Hypochaeridinae fa parte del "quarto" clade della tribù; in questo clade è posizionata nel "core" del gruppo , vicina alle sottotribù Crepidinae e Chondrillinae.
Il genere di questa voce, nell'ambito della sottostribù occupa il "core" del gruppo, e con i generi Picris e Helminthotheca formano un "gruppo fratello". Ricerche recenti hanno dimostrato che il genere Leontodon nella delimitazione tradizionale è polifiletico. La sezione Thrincia insieme ai generi Picris e Helminthotheca formano una politomia, mentre le due sezioni Leontodon e  Asterothrix formano un "gruppo fratello" monofiletico.
La specie di questa voce appartiene alla sezione Asterothrix: la distribuzione delle specie di questa sezione è mediterranea ed è caratterizzata da piante con peli 3-fidi; queste piante hanno inoltre un robusto fittone verticale; tutti gli acheni sono simili (con - oppure senza - brevi peli rigidi all'apice). Il numero cromosomico predominante di base è x = 4..
I caratteri distintivi per la specie di questa voce sono:
- il portamento di queste piante è fatto da robusti rizomi verticali a fittone;
- la forma delle foglie varia da decisamente dentate a pennato-divise;
- le foglie sono ricoperte da peli ruvidi;
- i peli delle foglie hanno dei brevi rami apicali;
- gli acheni sono tutti uguali.

Il numero cromosomico della specie è: 2n = 8.

### Variabilità e sottospecie
In questa pianta la densità dell'indumento sulle foglie e sulle brattee è variabile. Per questa specie sono descritte le seguenti sottospecie:
- L. crispus subsp. crispus - È la stirpe principale presente in Italia. Descrizione: i fusti sono semplici o eventualmente ramificati; le foglie sono ricoperta da numerosi peli a gambo lungo con 2 - 6 rami apicali; gli involucro sono lunghi 12–15 mm; le brattee si presentano con peli rigidi, bianchi semplici e ghiandolari o con peli a 2 rami apicali e a gambo lungo; gli acheni sono lunghi 7–12 mm.
- L. crispus subsp. rossianus (Degen & Lengyel) Hayek, 1931 - Distribuzione: Penisola Balcanica. Descrizione: gli scapi sono semplici; le foglie hanno pochi peli semplici o lunghi con 2 a 3 rami apicali; gli involucro sono lunghi 9 – 12 mm; le brattee hanno dei peli ghiandolari semplici minuti o glabri, a volte si presentano pettinato-ciliati; gli acheni sono lunghi 7–10 mm.

### Specie simili
Leontodon tenuiflorus (Gaudin) Rchb. è una specie abbastanza simile a quella di questa voce. Differisce per l'indumento generale: i peli sono molli; inoltre i rami apicali dei peli fogliari sono più lunghi e il contorno delle foglie varia da intero a debolmente dentato.

### Sinonimi
La specie di questa voce, in altri testi, può essere chiamato con nomi diversi. L'elenco che segue indica alcuni tra i sinonimi più frequenti:
- Apargia crispa (Vill.) Willd.
- Apargia salina  G.Gaertn., B.Mey. & Scherb.
- Apargia saxatilis  Ten.
- Apargia tergestina  Hoppe ex DC.
- Asterothrix crispa  (Vill.) Fourr.
- Leontodon autranii  Chabert
- Leontodon crispus var. setulosus  (Halácsy) Kupicha
- Leontodon froedinii var. setulosus  (Halácsy) Kupicha
- Leontodon hispidus  Scop.
- Leontodon pratensis  Lam.
- Leontodon rossianus  Degen & Lengyel
- Leontodon saxatilis  Rchb.
- Leontodon velebiticus  Degen
- Leontodon visianii  Fritsch